# Акведук Юлія
Акведук Юлія — водогін у Стародавньому Римі, що постачав водою Целій та Авентін.

## Історія
Будівництво водогону почалося при  Марку Віпсанії Агріппі в 33 до н. е., уже через кілька років між 11 і 4 до н. е. при імператорі Августі акведук ремонтували та добудовували. Довжина акведука становила 23 кілометри продуктивність 50 000 м³ в день. Він був з'єднаний з водогоном Аква Тепула, побудованим у 125 до н. е. Джерело розташовувалося в Альбанських горах біля Гроттаферрата. Вода з Аква Юлія живила також монументальний  Фонтан Александра Севера.
Канал Маррани Маріана (Marrana Mariana), побудований за папи Каліксті II у 1122 році, замінив в своїх функціях античний водогін, який головним чином після цього використовувався для руху млинів.